# 직교 주파수 분할 다중 접속
직교 주파수 분할 다중 접속(Orthogonal frequency-division multiple access, OFDMA)은 널리 사용되는 OFDM(직교 주파수 분할 다중 방식) 디지털 변조 방식의 다중 사용자 버전이다. OFDMA에서는 개별 사용자에게 부반송파의 하위 집합을 할당함으로써 다중접속이 달성된다. 이를 통해 여러 사용자가 동시에 낮은 데이터 속도로 전송할 수 있다.

## 비교
OFDMA는 종종 OFDM과 통계적 시분할 다중화의 조합과 비교된다. OFDM 주요 기능 목록 문서도 참고할 것.

### 장점
- 여러 사용자의 동시 저속 데이터 전송을 허용한다.
- 펄스 캐리어를 피할 수 있다.
- 낮은 데이터 속도 사용자를 위한 더 낮은 최대 전송 전력
- 짧은 지연과 지속적인 지연
- 경쟁 기반 다중 접속(충돌 회피)이 단순화되었다.
- 페이딩 및 간섭에 대한 OFDM 견고성을 더욱 향상시킨다.
- 협대역 간섭을 방지한다.
- 무선 인터페이스에 대한 수정이 거의 필요하지 않고 다양한 주파수 대역에 걸쳐 배포할 수 있는 유연성
- 서로 다른 셀에 있는 사용자 간의 서로 다른 기본 캐리어 순열을 사용하여 인접 셀의 간섭 평균화
- 셀 내 간섭은 순환 순열 할당을 사용하여 평균화된다.
- 커버리지 문제가 있는 단일 주파수 네트워크 커버리지를 활성화하고 우수한 커버리지를 제공한다.
- 사용된 스펙트럼 전체에 반송파를 분산시켜 주파수 다양성을 제공한다.
- 채널당 또는 하위 채널당 전력을 허용한다.

### 단점
- 주파수 오프셋 및 위상 노이즈에 대한 더 높은 감도
- 웹 액세스와 같은 비동기 데이터 통신 서비스는 높은 데이터 속도에서 짧은 통신 버스트가 특징이다. 기지국 셀의 소수의 사용자가 낮고 일정한 데이터 속도로 동시에 데이터를 전송하고 있다.
- FFT 알고리즘 및 순방향 오류 정정을 포함한 복잡한 OFDM 전자 장치는 지속적으로 활성화되어 데이터 속도와 관계없이 전력을 소비하는 반면, 데이터 패킷 스케줄링과 결합된 OFDM을 사용하면 FFT 알고리즘이 때때로 최대 절전 모드로 전환될 수 있다.
- OFDM 다이버시티 이득과 주파수 선택 페이딩에 대한 저항은 각 사용자에게 매우 적은 수의 부반송파가 할당되고 모든 OFDM 기호에서 동일한 반송파가 사용되는 경우 부분적으로 손실될 수 있다. 따라서 채널에 대한 빠른 피드백 정보 또는 부반송파 주파수 호핑을 기반으로 하는 적응형 부반송파 할당이 바람직하다.
- 인근 셀의 동일 채널 간섭을 처리하는 것은 CDMA보다 OFDM에서 더 복잡하다. 이를 위해서는 인접한 기지국 간의 고급 조정을 통한 동적 채널 할당이 필요하다.
- 빠른 채널 피드백 정보와 적응형 부반송파 할당은 CDMA 고속 전력 제어보다 더 복잡하다.

## 같이 보기
- 코드분할다중접속
- 주파수 분할 다중 접속
- 시분할다중접속
- LTE (전기통신)
- 와이맥스
- 와이브로